# Tigresse Blanche
Tigresse blanche est une série de bande dessinée dessinée par Conrad et scénarisée par Yann, puis par Wilbur à partir du tome 3. Cette série dérivée des Innommables est éditée par Dargaud.
Le tome 4, Une espionne sur le toit, a été prépublié à l’été 2007 dans Libération et a reçu un accueil très favorable des lecteurs du journal. Philippe Sollers en parle dans sa chronique du Journal du Dimanche comme de « l'épatant délire de Conrad et Wilbur ».

## Synopsis
Alix Yin Fu, jeune femme chinoise, entre au Gong an Ju, le service secret du régime communiste. La Chine est en pleine guerre civile entre les nationalistes de Tchang Kaï-chek et les communistes de Mao Tsé Toung.
Lors de sa première mission (tomes 1 et 2), elle côtoie la pègre hong-kongaise et la jet set des colons britanniques qui recherchent tous une bombe atomique américaine perdue (celle de Shukumeï de la série Les Innommables).
Le troisième volume de la série, L'Art du cinquième bonheur, envoie Alix Yin Fu à San Francisco où elle doit être entraînée par un agent sympathisant français nommé Rousseau. Maurice Rousseau a pour occupation principale de traquer les criminels de guerre japonais réfugiés sur le territoire américain. Lancée sur les traces du célèbre Masanobu Tsuji, Alix doit prouver qu'elle peut tuer de sang-froid si elle ne veut pas devenir une « mouche qui butine », un agent qui se prostitue pour obtenir des renseignements de l'ennemi.
Une espionne sur le toit (tome 4) se déroule en Chine, à Shanghai, et se concentre sur la lutte entre les services secrets chinois. On y voit pour la première fois le chef du Gong an Ju, Kang Sheng et toute la faune interlope du Shanghai de l'après-guerre.
Le cinquième volume L'Année du phénix se déroule à Hong Kong, Shanghai et Londres. Il conclut le premier cycle. Les Tigresses Blanches sont traquées par l'agent 005 du MI6, mais le pire danger vient de l'intérieur du Gong an Ju.

## Personnages
- Alix Yin Fu : agent secret communiste débutante
- Sir Francis Flake : agent spécial britannique en mission à Hong Kong
- Maurice Rousseau : agent secret communiste français allié à la cause chinoise
- Kang Sheng : chef du Gong an Ju
- Ji Hui : Dragon de Jade d'Alix Yin Fu

## Thèmes abordés
- Hong Kong pendant la colonisation britannique, et le comportement méprisant des Britanniques envers les Chinois.
- La Chine pendant la révolution communiste, les exactions perpétrées (dans tous les camps) dans cette période.
- On retrouve l'ambiance et plusieurs références aux premiers tomes de la série Les Innommables, ceux qui se déroulent à Hong Kong. L'histoire de Tigresse Blanche précède celle de la série mère.
- En Chine, une « tigresse blanche » est une femme qui met en œuvre des pratiques sexuelles et spirituelles pour garder sa beauté, sa jeunesse et réaliser son potentiel féminin[1].
- San Francisco à la fin des années 1940.
- La période historique préparant la guerre froide.
- Le personnage de sir Francis Flake est la caricature de Francis Blake de la série Blake et Mortimer.

## Albums
Premier cycle
- 1 Au service secret du Grand Timonier, Dargaud, juillet 2005
Scénario : Yann - Dessin : Didier Conrad - Couleurs : Julien Loïs -  (ISBN 2-87129-859-9)
- 2 Peau de pêche et cravate de soie, Dargaud, septembre 2005
Scénario : Yann - Dessin : Didier Conrad - Couleurs : Julien Loïs -  (ISBN 2-87129-860-2)
- 3 L'Art du cinquième bonheur, Dargaud, septembre 2006
Scénario : Didier Conrad et Wilbur - Dessin : Didier Conrad - Couleurs : Julien Loïs -  (ISBN 2-50500-000-X)
- 4 Une espionne sur le toit, Dargaud, septembre 2007
Scénario : Didier Conrad et Wilbur - Dessin : Didier Conrad - Couleurs : Julien Loïs -  (ISBN 978-2-5050-0146-1)
- 5 L'Année du phénix, Dargaud, février 2008
Scénario : Didier Conrad et Wilbur - Dessin : Didier Conrad - Couleurs : Julien Loïs -  (ISBN 978-2-505-00262-8)

Deuxième cycle
- 6 La Théorie du Mikado, Dargaud, octobre 2008
Scénario : Didier Conrad et Wilbur - Dessin : Didier Conrad - Couleurs : Julien Loïs -  (ISBN 978-2-505-00462-2)
- 7 Voir Paris et mourir, Dargaud, avril 2010
Scénario : Didier Conrad et Wilbur - Dessin : Didier Conrad - Couleurs : Julien Loïs -  (ISBN 978-2-505-00759-3)

## Publication

### Éditeurs
- Dargaud : tomes 1 à 7 (première édition des tomes 1 à 7)

### Documentation
- Henri Filippini, « Tigresse blanche, t. 6 : la Mata Hari de l'extrême Orient », dBD, no 27,‎ octobre 2008, p. 77.